# 奇斯卡斯 (博亞卡省)
奇斯卡斯是哥倫比亞的城鎮，位於該國東北部，由博亞卡省負責管轄，距離首府通哈252公里，始建於1777年3月5日，面積664平方公里，海拔高度2,470米，2005年人口5,175。
6°32′N 72°30′W / 6.533°N 72.500°W